# Friedrich Daniel von Recklinghausen
Friedrich Daniel von Recklinghausen, född 2 december 1833, död 26 augusti 1910, var en tysk patolog.
Han studerade i Bonn, Würzburg, samt i Berlin där han 1855 också disputerade. Därefter studerade han patologi i tre terminer för Rudolf Virchow. Sedan följde en resa till Wien, Rom och Paris. Under 1858-1864 arbetade han som assistent vid Institutet för patologisk anatomi i Berlin. Året efter utsågs han till professor i Patologisk anatomi i Königsberg, därefter var han professor i Würzburg (1866-1872), samt i Strasbourg (1872-1906). 1877 blev han även universitetsrektor i Strasbourg.
Von Recklinghausen var från 1893 ledamot av preussiska Kungliga Vetenskapsakademien.
Trots att han inte gillade förändringar, såsom introduktionen av mikrotomen och bakteriologin, bidrog han till förståelsen för inflammationer och bakteriespridning, samt utbildade flera tongivande tyska läkare, till exempel Karl Friedländer, Friedrich Wilhelm Zahn och Ludwig Aschoff.
Han har även givit namn åt von Recklinghausens sjukdom. Eponymer (på engelska) är Elephant man's syndrome, Engel-von Recklinghausen syndrome, Recklinghausen's disease, Recklinhausen's tumour, Troisier-Hanot-Chauffard syndrome, samt von Recklinghausen's canals.
1889 skapade han även begreppet Hemokromatos.